# Psammodius plicicollis
Psammodius plicicollis är en skalbaggsart som beskrevs av Wilhelm Ferdinand Erichson 1848. Psammodius plicicollis ingår i släktet Psammodius och familjen Aphodiidae. Inga underarter finns listade i Catalogue of Life.